# Sara Takatsuki
Sara Takatsuki (高月 彩良, Takatsuki Sara) est une actrice japonaise née le 10 août 1997 à Kanagawa.

## Filmographie

### Cinéma
- 2009 : Yoru no kuchibue
- 2012 : Jōkā gēmu : Kana Ono
- 2013 : Go Go Ikemen 5
- 2013 : Joker Game: Dasshutsu
- 2013 : Danshi kōkōsei no nichijō
- 2014 : Boku wa tomodachi ga sukunai
- 2014 : Souvenirs de Marnie : Anna Sasaki
- 2015 : Sutoreiyāzu kuzonikuru : Shizuka
- 2015 : Jinrou gēmu: Kureijī fokkusu
- 2016 : Kurosaki-kun no iinari ni nante naranai
- 2019 : Tonde Saitama :

### Télévision
- 2007 : Negima ! Le Maître magicien : Asuna Kagurasaka
- 2009 : Shōkōjo Seira (10 épisodes)
- 2010 : Tōbō bengoshi (11 épisodes)
- 2012 : Great Teacher Onizuka : Haruka Kawae (12 épisodes)
- 2013 : Toshi densetsu no onna (6 épisodes)
- 2014 : Burakku purejidento (11 épisodes)
- 2014 : Jigoku Sensei Nūbē : Shizu Kikuchi (10 épisodes)
- 2015 : Itsutsuboshi tsūrisuto: Saikou no tabi goannaishimasu : Momoji Sawamura (12 épisodes)
- 2016 : Ishikawa Goemon (8 épisodes)
- 2017 : Kirawareu yūki (1 épisode)
- 2017 : The Osaka Loop : Yuki (1 épisode)
- 2017 : Gin to Kin : Mio Ito (3 épisodes)
- 2017 : Kataomoi : Mutsumi Suenaga (6 épisodes)